# A Bigger Splash
A Bigger Splash és un thriller franco-italià coproduït i dirigit per Luca Guadagnino, estrenat l'any 2015. Ha estat estrenada amb subtítols en català, amb el mateix títol. A l'estat espanyol s'ha estrenat amb el títol Cegados por el sol.
Es tracta d'un remake de la pel·lícula La piscina de Jacques Deray, estrenada l'any 1969.

## Argument
Per viure feliços, visquem amagats, és segurament el que devia dir-se la parella composta de Marianne (Tilda Swinton), cèlebre cantant rock anglesa, i Paul (Matthias Schoenaerts), talentós fotògraf belga, prenent el sol amorosament en una bonica viŀla aïllada a l'illa siciliana de Pantelleria. Sense comptar amb l'arribada imprevista del seu vell amic enginyer de so i productor de rock Harry (Ralph Fiennes), que ha vingut a presentar-los la seva filla, la jove i seductora adolescent Pénélope (Dakota Johnson), de qui no havia sabut res fins fa poc. Per això, la recerca de la tranquil·litat de Paul i Marianne se'n va en orris. Però vet aquí, Harry, amb la seva exuberància molesta i el seu humor sovint pesat, acaba amb la quietud de la parelleta, ja que és allà per provar de reconquerir Marianne, que resulta ser la seva antiga companya, mentre la seva filla està ben decidida a seduir Paul. La travessia resultant provocarà obligatòriament tensions entre Paul i Harry que desembocaran, inevitablement, en un drama a la piscina de la viŀla.

## Repartiment
- Ralph Fiennes: Harry
- Tilda Swinton: Marianne
- Matthias Schoenaerts: Paul
- Dakota Johnson: Penelope
- Aurore Clément: Mireille
- Corrado Guzzanti: Maresciallo Carabinieri

## Màrqueting
La primera foto oficial de la pel·lícula amb Matthias Schoenaerts, Tilda Swinton, Dakota Johnson i Ralph Fiennes va ser revelada el 27 de juliol de 2015.
El primer tràiler per la pel·lícula va ser descobert el 1er d'octubre de 2015.
El segon tràiler va ser desvetllat el 5 de gener de 2016.

## Nominacions i seleccions
- Mostra de Venècia 2015 : selecció oficial

## Al voltant de la pel·lícula
A Bigger Splash és el remake de la pel·lícula de Jacques Deray, La piscina (1968), Ralph Fiennes agafa el paper llavors interpretat per Maurice Ronet, Tilda Swinton, el de Romy Schneider, Matthias Schoenaerts, el d'Alain Delon i Dakota Johnson, el de Jane Birkin.

## Crítica
- "Un bon repartiment equilibra les comparacions i Luca Guadagnino es revela el més estrany dels directors italians actuals. (...)[9]
- "Guadagnino suma a la seva cuidada però alhora angoixada proposta estilística una trama hitchcockiana amanida amb picades d'ull rossellinianes. (...)[10]